# Екологічний стан України
Екологічний стан України — це набір відомостей щодо екологічної ситуації у всіх регіонах держави, в тому числі — інформація стосовно її актуальних екологічних проблем.

## Екологічна ситуація в Україні на кінець XX ст
Основними центрами зосередження екологічних проблем наприкінці XX ст. в Україні були високоурбанізовані райони, міські агломерації та великі промислові центри. Питома вага забруднених стічних вод у загальному їх обсязі становить в цілому по Україні 28%, в тому числі у Харківській та Луганській областях — більш ніж 70%, у Чернівецькій, Одеській, Донецькій областях — понад 50%. Майже 1/4 частина шкідливих викидів промислових підприємств не уловлювалася і потрапляла в атмосферу без очищення. Найбільші викиди цих шкідливих речовин в атмосферу також характерні для високо урбанізованих областей. Так, на Донецьку область припадало майже 1/3 всіх викидів по Україні, до 30% — на Дніпропетровську і майже 15% — на Луганську область. Основні обсяги скидів у воду та викидів у повітря локалізовані у містах та міських агломераціях. Основними забруднювачами були промислові підприємства. В УРСР було зосереджено 1200 шкідливих виробництв союзного підпорядкування. У 78 містах республіки шкідливі речовини в атмосфері перевищували гранично припустимі норми в 60 разів, у 76 містах забрудненість питної води перевищувала норми в 12 разів. Надмірно забрудненими стали Дніпро, Сіверський Донець, Дністер, Південний Буг. Екологічно тривожний стан склався в акваторії Чорного та Азовського морів.

## Ядерні та промислові проблеми
В Україні на середину 1980-х років було зосереджено до 40% потужностей атомних електростанцій СРСР. Найбільші викиди речовин в атмосферу спостерігалися в великих індустріальних центрах: Кривому Розі, Маріуполі, Запоріжжі, Дніпропетровську, Єнакієвому, Донецьку, Дебальцевому, Макіївці та ін.

## Екологія довкілля
Величезна сільськогосподарська освоєність та невиправдана розореність земель, концентрація промислового виробництва та його застаріла технологія, хижацьке ставлення людини до природи унеможливлюють стабільний розвиток на нашій Землі. Варто лише зауважити, що забруднення проявляється через надмірну концентрацію тих чи інших хімічних елементів або енергії вище фонових або допустимих норм. Воно може бути природного й техногенного походження, і може викликати якісні зміни характеристик основних компонентів природи та їх складових і негативно впливати на живі організми.

## Рівень екологічних змін
Масштаби змін природного середовища залежать від двох основних факторів: інтенсивності прояву речового складу забруднювачів та здатності природи до самоочищення. Остання властивість лежить в основі поняття стійкості окремих компонентів природи до антропогенного навантаження на основі відмінностей у поширенні забруднювачів у різних середовищах. Тверді, рідкі й газоподібні викиди забруднюючих речовин поступають у всі компоненти природи: води, ґрунти, атмосферне повітря. Найбільше викидів здійснюється в атмосферне повітря, через яке небезпечні речовини поширюються в інші компоненти природи, підвищуючи тим самим уже існуючий у них рівень забруднення. У процесі довготривалої дії забруднювачів погіршуються чи порушуються основні природні, соціально-економічні функції природного середовища. Це ускладнює життя всіх живих організмів, а особливо людини.
Слід зважити також на явище синергізму (сукупної дії чинників, яке характерне як для самого процесу забруднення, так і для викликаних ним наслідків). Важливо відмітити властивість деяких хімічних елементів поступово накопичуватися в об'єктах середовища, що призводить до посилення пагубної дії при їх проходженні біологічними ланцюгами.

## Регіональні екологічні проблеми
На екологічну ситуацію в регіонах України впливає також прояв еколого-географічних проблем. Серед них для України характерними є:
- зменшення запасів корисних копалин, вичерпання ресурсів, зниження їх якості й розмаїття,
- небезпека порушення середовища внаслідок добування корисних копалин тощо);
- зміна структури земельних ресурсів унаслідок вилучення земель під господарські потреби й забудови, а також через розвиток негативних процесів у ландшафтах (ерозії, абразії, карсту, суфозії та просідання ґрунтів, підтоплення і заболочення, тощо);
- зниження родючості ґрунтів унаслідок вимивання гумусу, засолення, підтоплення тощо;
- забруднення важкими металами, пестицидами й іншими речовинами;
- зменшення запасів і забруднення поверхневих та підземних вод унаслідок посиленого водозабору, внесення забруднюючих речовин у водні об'єкти в процесі виробництва й ведення комунального господарства;
- забруднення повітря та зміна його складу внаслідок промислових та інших викидів у атмосферу;
- скорочення розмаїття рослинного й тваринного світу та зміни в його генофонді;
- зменшення біологічної продуктивності ландшафтів ;
- погіршення геогігієнічних та санітарно-епідеміологічних умов життєдіяльності людини та існування живих організмів.

Ці проблеми виникли тому, що структура господарства України, що розвивалося десятиліттями, не відповідала в багатьох регіонах їх інтегральному потенціалу. При цьому не враховувались об'єктивні потреби й інтереси людей, що тут проживали, та екологічні можливості конкретної території. Провідними галузями господарства є енергетика, гірнично- та вугледобувна, хімічна промисловість, машинобудування. Фізично й морально застаріле устаткування в цих галузях обумовило інтенсивне використання енергії, води, землі та інколи не контрольовані викиди забруднюючих речовин у всі компоненти природи. Щорічно в процес виробництва залучається близько 1,5 млрд т первинної сировини, а обсяг відходів цих галузей промисловості становить близько 15 млрд т. Таким чином, на сьогодні для України стан розвитку виробництва є головним еколого-формуючим фактором. Акцентуємо увагу, що стан природи в Україні — критичний, а в деяких її регіонах деградація має незворотний характер.

## Екологія та повномасштабне вторгнення
Через збройну агресію росії в Україні додаткові викиди CO2 вже оцінюються у 10 мільярдів доларів. 